# GOLDEN☆BEST P-MODEL「P-MODEL」&「big body」
GOLDEN☆BEST P-MODEL「P-MODEL」&「big body」（ゴールデン☆ベスト ピーモデル「ピーモデル」アンド「ビッグ・ボディ」）は、日本の音楽グループであるP-MODELのベスト・アルバム。2004年9月8日にユニバーサルミュージックから発売された。
2012年12月5日には期間限定のスペシャル・プライス盤として再リリースが行われている。

## 概要
ポリドール在籍中に発表した『P-MODEL』と『Big body』のカップリングであり、東芝EMI、SME、フォーライフ、日本クラウンとの共同企画「ゴールデン☆ベスト」シリーズの第4回発売分として制作された。
『P-MODEL』収録曲「PSYCHOID」終了後3分の空白後に「NO ROOM」が演奏されている関係か、収録順は発売順ではなく『Big body』が最初である。またNO ROOMの歌詞は掲載されていない。

## 楽曲解説
各アルバムの楽曲解説を参照。

## 収録曲
| #   | タイトル                      | 作詞               | 作曲               | 時間 |
| --- | ----------------------------- | ------------------ | ------------------ | ---- |
| 1.  | 「CLUSTER」                   | 平沢進             | 平沢進             | 3:43 |
| 2.  | 「CHEVRON」                   | 平沢進             | 平沢進             | 3:15 |
| 3.  | 「BIIIG EYE」                 | 平沢進             | 平沢進             | 3:32 |
| 4.  | 「BIG FOOT」                  | 平沢進             | 平沢進             | 3:36 |
| 5.  | 「時間等曲漏斗館へようこそ」  | 平沢進             | 平沢進             | 3:19 |
| 6.  | 「JOURNEY THROUGH YOUR BODY」 | 秋山勝彦           | 秋山勝彦           | 3:38 |
| 7.  | 「幼形成熟BOX」               | ことぶき光         | ことぶき光         | 2:39 |
| 8.  | 「BURNING BRAIN」             | 秋山勝彦           | 秋山勝彦           | 4:07 |
| 9.  | 「BINARY GHOST」              | 平沢進             | 平沢進             | 2:40 |
| 10. | 「HOMO GESTALT」              | 平沢進             | 平沢進             | 4:46 |
| 11. | 「SPEED TUBE」                | 平沢進             | 平沢進             | 4:00 |
| 12. | 「2D OR NOT 2D」              | ことぶき光、平沢進 | ことぶき光、平沢進 | 3:17 |
| 13. | 「STONE AGE!」                | 平沢進             | 平沢進             | 3:48 |
| 14. | 「WIRE SELF」                 | 平沢進             | 平沢進             | 4:03 |
| 15. | 「CLEAR」                     | 秋山勝彦           | 秋山勝彦           | 4:33 |
| 16. | 「VISTA」                     | 平沢進             | 平沢進             | 2:42 |
| 17. | 「GRID」                      | 平沢進             | 平沢進             | 2:54 |
| 18. | 「LAB=01」                    | ことぶき光、平沢進 | ことぶき光、平沢進 | 2:36 |
| 19. | 「ERROR OF UNIVERSE」         | P-MODEL            | 平沢進             | 1:25 |
| 20. | 「GO AMIGO」                  | 平沢進、秋山勝彦   | 平沢進、秋山勝彦   | 2:49 |
| 21. | 「PSYCHOID」                  | 平沢進             | 平沢進             | 8:49 |

## リリース履歴
| リリース日    | レーベル                 | 規格 | 規格品番  | 備考                   |
| ------------- | ------------------------ | ---- | --------- | ---------------------- |
| 2004年9月8日  | ユニバーサルミュージック | CD   | UPCY-6022 |                        |
| 2012年12月5日 | ユニバーサルミュージック | CD   | UPCY-9273 | スペシャル・プライス盤 |

## 参加ミュージシャン
- 平沢進 - ボーカル、ギター、シンセサイザー
- 秋山勝彦 - ボーカル、キーボード、バックグラウンド・ボーカル
- ことぶき光 - ボーカル、キーボード、バックグラウンド・ボーカル、コーラス
- 藤井ヤスチカ - エレクトリックドラム